# عبد الله صديق
عبد الله عثمان محمَّد صِدِّيق (26 يناير 1948 -) هوأديب وشاعر وخطاط ورسام مصري، عمل في مهنة التدريس بين مصر والكويت.

## حياته ودراسته
ولد الأستاذ عبد الله عثمان في مدينة القاهرة في 26 يناير 1948، ودرس في مدارسها وحصل على درجة الليسانس في الآداب والتربية (شعبة الفلسفة وعلم الاجتماع) من كلية التربية - جامعة عين شمس. وعلى دبلوم التخصص في الخط والتذهيب. في عام 1975 طلب منه مراقب عام جوائز الدولة بالمجلس الأعلى للثقافة بمصر مجموعة من قصائده لطبعها ونشرها في ديوان على نفقة الدولة، لكنه أعرض عن الطلب لعلمه برداءة المطبوعات الحكومية وسوء إخراجها. وآثر النشر على المجلات والصحف التي يكتب فيها عادةً. اما في مجال الخط العربي قام بتدريس فنونه على مدى ثلاثين عامًا ما بين معاهد القاهرة والكويت.

## المؤهلات العلمية
1 - درجة الليسانس في الآداب والتربية (شعبة الفلسفة والاجتماع) من كلية التربية - جامعة عين شمس سنة 1980 م.
2 - شهادة خطاط من مدرسة تحسين الخطوط العربية بالقاهرة (خليل أغا) سنة 1971 م.
3 - شهادة التخصص في الخط والتذهيب من ذات المدرسة سنة 1979 م.

## الوظائف التي تقلدها
بدأ حياته الوظيفية بالعمل في المؤسسة العامة للحوم والألبان في الزمالك سنة 1966 ، بعدها انتقل إلى محافظة القاهرة في التسعينيات إلى أن أحيل على التقاعد في يناير 2008 ، عمل بعد تقاعده ل مصححًا لغويًا وخطاطًا ومصمم إعلانات بعدد من الصحف والمجلات المصرية والكويتية، هذا إلى جانب قيامه بتدريس فن الخط وطرق التدريس بمعاهد الخطوط بالقاهرة والكويت على مدى ثلاثين عامًا بعد اجتيازه بنجاح امتحان مسابقة التدريس عام 1978 وكان ترتيبه الأول.

## في الشعر والأدب
في مجال الشعر فاز بالجائزة الأولى في مسابقة شعرية نظمتها جامعة عين شمس سنة 1970 م. نشر العديد من قصائده في عدد من الصحف والمجلات العربية وعبر تسجيلات البرامج الإذاعيةالتليفزيونية كماتم تسجيل اسمه في معجم البابطين للشعراء العرب المعاصرين ومدرج في موسوعة الشعر العربي للدكتور سيد نوفل. لديه أكثر من مئة وخمسين قصيدة ما بين عمودية وتفعيلية يتم حاليًا جمعها وترتيبها في دواوين تنشر تباعًا.
بدأ كتابة الشعر في سنِّ الثانية عشرة، ويربو نتاجه الشعري الآن على أكثر من أربعمئة قصيدة ما بين عمودية وتفعيلية، يعكف حاليًا على جمعها لنشرها تباعًا في دواوين، وكان مراقب عام جوائز الدولة الأستاذ حمدي صالح بعد أن استمع إليه في أمسية شعرية بدار الأدباء بالقاهرة سنة 1975 قد عرض عليه أن يوافيه بعدد من قصائده لنشرها في ديوان على نفقة الدولة لكنه لم يستجب للعرض لعدم ثقته في جودة المطبوعات الحكومية وقتذاك.
- له أشعار مسجلة بصوته في الإذاعة المصرية أذيعت سنة 1983 على البرنامج الثاني ضمن حلقات برنامج ألوان من الشعر الذي كان يقدمه الشاعر محمد إبراهيم أبوسنة.
- له قصائد منشورة في معجم البابطين للشعراء العرب المعاصرين «الطبعة الثانية» 2002 م، كما أن اسمه مدرج أيضًا بموسوعة الشعر العربي الحديث والمعاصر للدكتور يوسف حسن نوفل، الطبعة الأولىٰ 2005 الصادرة عن مؤسسة المختار للنشر والتوزيع.
- له قصيدة منشورة في ديوان الشارقة في عيون الشعراء «الجزء الثاني» الصادر عن دائرة الثقافة والإعلام بحكومة الشارقة 2011 م. كتب عنها الدكتور بهجت الحديثي مدير بيت الشعر بالشارقة.
- في الأول من فبراير 2011 سجل معه تليفزيون الشارقة لقاءً على الهواء مباشرةً في برنامج «أماسي» ألقىٰ خلاله إحدى قصائده الشعرية بعنوان«سلطان الثقافة العربية».
- ينشر قصائده بين الحين والآخر في عدد من الصحف والمجلات المصرية والعربية منها المصري اليوم ومجلة الكويت وصحيفة الوطن الكويتية التي كان يحرر عمودًا أسبوعيًّا فيها بعنوان همسات، ومقالات نثرية أخرى.

## في الفلسفة
درس الفلسفة بكلية التربية جامعة عين شمس على يد نظمي لوقا ومراد وهبة وله مقالات فلسفية كتبها ويكتبها في مجلات مصرية على حسابات التواصل الاجتماعي.

## في الخط والزخرفة

تكوين بخط الثلث للفنان عبدالله عثمان اهداه لروح الفنان محمد سعد إبراهيم الحداد وجاء في الخط :" ربِّ بما أنعمتَ عليَّ فلن أكونَ ظهيرًا للمجرمين " ..

درس فنون الخط العربي والزخرفة الإسلامية على أيدى جيل الرواد الأساتذة مثل محمد حسني والد الفنانتين سعاد حسني ونجاة الصغيرة، وسيد إبراهيم، ومحمد علي المكاوي وغيرهم..
حصل على شهادة تقدير من مهرجان بغداد العالمي لفن الخط العربي والزخرفة الإسلامية عام 1988 وعلى ثلاث جوائز دولية من إرسيكا باستانبول في المسابقات التي نظمتها اللجنة الدولية للحفاظ على التراث الحضاري أعوام 1986 و1990 و1994 م.
تم تكريمه من قِبَل وزارة الثقافة المصرية في احتفالية مهرجان الموسيقا العربية السابع عشر في نوفمبر 2008 بصفته أحد روَّاد فن الخط في العالم العربي. شارك في العديد من المعارض الفنية المحلية والدولية.

## في الرسم
تعلم عبد الله عثمان الرسم على يد جار له يدعى (هلال) قام بتعليمه الرسم بألوان الپاستيل، أصبح أستاذًا بكلية الفنون الجميلة بالقاهرة ورسامًا بمجلة صباح الخير

## في التمثيل
في عام 2004 التحق بالدورة الأولىٰ في فن التمثيل المسرحي التي نظمتها حينها جمعية أنصار التمثيل والسينما التي ترأسها الفنانة سهير المرشدي، وفي حفل تخرج الدفعة الذي أقيم على مسرح البالون بالعجوزة مساء الخميس 15 / 7 / 2004 قام بأداء دور المحتسب في العرض المسرحي المختصر للمخرج إميل شوقي المأخوذ عن مسرحية الكاتب محفوظ عبدالرحمن «حفلة على الخازوق».

## الجوائز
- في سنة 1970 فاز بالجائزة الأولى في مسابقة الشعر التي نظمتها جامعة عين شمس. ولم يشارك بعدها في أي مسابقات شعرية معللًا ذلك ببيت شعر قال فيه:

دُخـولي مسـابـقـةً غيـرُ جـائـز فشِعـري تبوسُ يدَيـهِ الجوائـز
- في سنة 1988حصل على شهادة تقديرية من وزارة الثقافة والإعلام العراقية لمشاركته الفعالة في مهرجان بغداد العالمي الأول للخط العربي والزخرفة الإسلامية.
- حصل على ثلاث جوائز دولية في فن الخط من إرسيكا باستانبول في الأعوام 1986 و1990 و 1994 على التوالي.
- في نوڤمبر 2008 تم تكريمه من قِبَل وزارة الثقافة المصرية في احتفالية مهرجان الموسيقا العربية السابع عشر بصفته أحد روَاد فن الخط في العالم العربي ومُنِح أوسكار دار الأوپرا المصرية.
- في سنة 2008 أقامت له دائرة الثقافة والإعلام بحكومة الشارقة معرضًا خاصًّا ضمن فعاليات ملتقى الشارقة لفن الخط العربي حيث منحته شهادة تقدير، واقتنت إحدىٰ لوحاته المعروضة بالملتقىٰ.
- في سنة 2011 حصل على شهادة تقدير من دائرة الثقافة والإعلام بالشارقة لمشاركته في ملتقى الشارقة للشعر العربي في دورته التاسعة.
- في سنة 2016 منحته وزارة الثقافة المصرية شهادة تقدير بصفته رئيس لجنة التحكيم بملتقى القاهرة الدولي الثاني لفن الخط العربي 17 - 24 يوليو 2016 م.
- هذا إلى جانب شهادات التقدير الممنوحة له من العديد من الجهات الثقافية والفنية كالجمعية المصرية للخط العربي ونقابة الخطاطين وساقية الصاوي وغيرها. وقد أجرت معه بعض الصحف والمجلات حوارات صحفية حول مسيرته الشعرية والفنية، منها: ما نشر بصحيفة الأهرام المصرية الصادرة بتاريخ 6 مايو 2016 على صفحتها السادسة بملحق الجمعة. وما نشر عنه بصحيفة روز اليوسف في عددها رقم 1076 الصادر بتاريخ 20 يناير 2009 على الصفحة الثامنة. والحوار الذي أجرته معه الإعلامية داليا وفقي بقناة النيل الثقافية بالتلڤزيون المصري والذي أذيع بتاريخ 16 مايو 2019 [12]

## مقتطفات من أعماله الشعرية
لكَيْ تَنْعـَمِي بِالسَّعـَادةِ دَوْمــًا ○ أحَــاوِلُ أنْ أعْمـَلَ المُستَـحيـلْ
فَـعِنْـدَ سَرِيـرِكِ أسْهــرُ لَـيْــلاً ○ أُمـَشـِّطُ شَعْـرَكِ هـٰذا الطوِيـلْ
وأكـتُـبُ أبيـاتَ شِعْــرٍ تُطَــوِّقُ ○ بِالحـُبِّ خَصْـرَكِ هٰـذا النَّـحِيـلْ
وَفَـوْقَ صـِرَاطِ جَمـالِكِ أمـْشـِي ○ ومِـنْ قَـدَمَـيَّ الدِّمَــاءُ تَسِيـلْ
وفي قصيدة أخرة يقول فيها:
إنْ كَـانَ شِـراعِـي في الـرِّحْـلاتِ جَـمـيـعًـا مَـا بَـلَــغَ الـغَـايـَـةْ
وحَـصيـلـةُ أسْـفَـاري في الـحُــبِّ جُـروحــًا في كُــلِّ نِهَــايـَـةْ
حَـسْـبـِي إحسَــاسٌ يغْـمُــرُني بٙـالـفَـرْحَـةِ في كُـلِّ بِــدايـَــةْ